# Aerangis
Aerangis är ett släkte av orkidéer. Aerangis ingår i familjen orkidéer.

## Bildgalleri

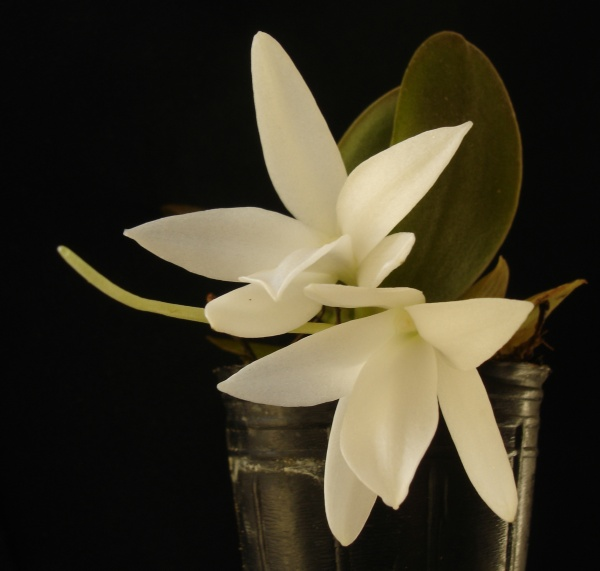
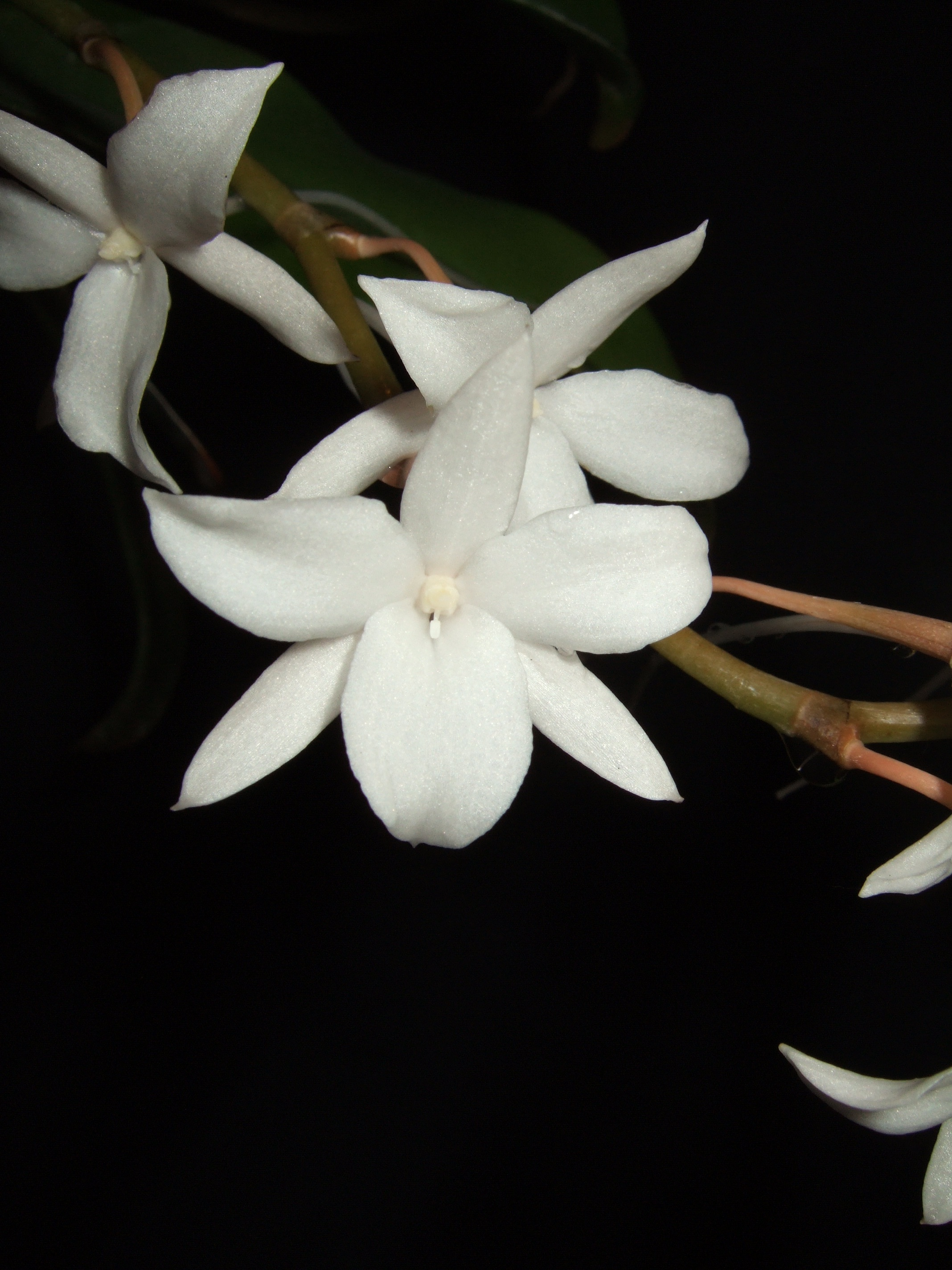
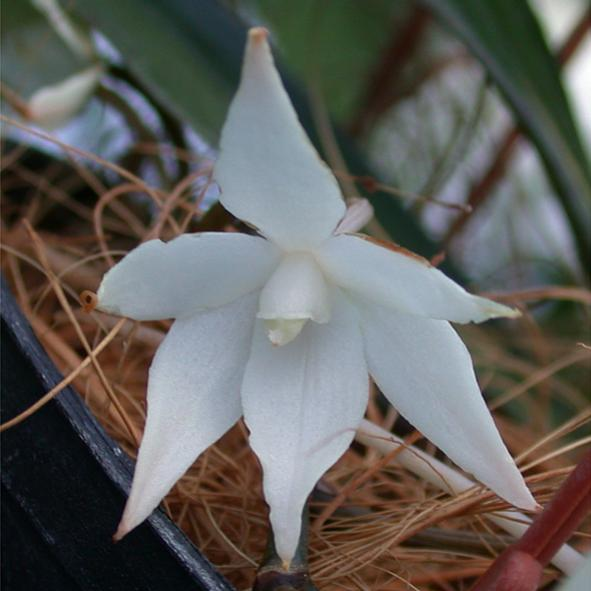
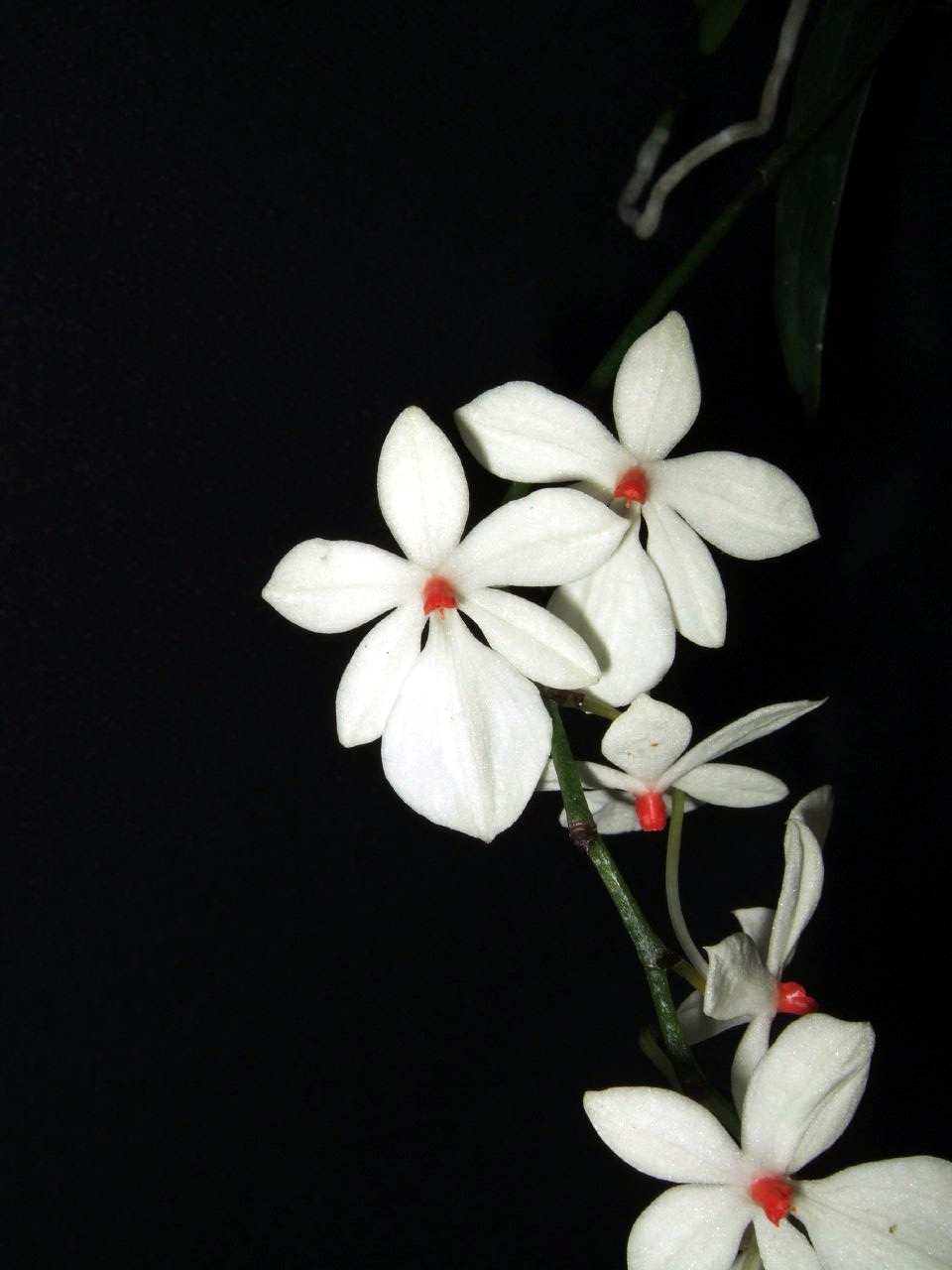
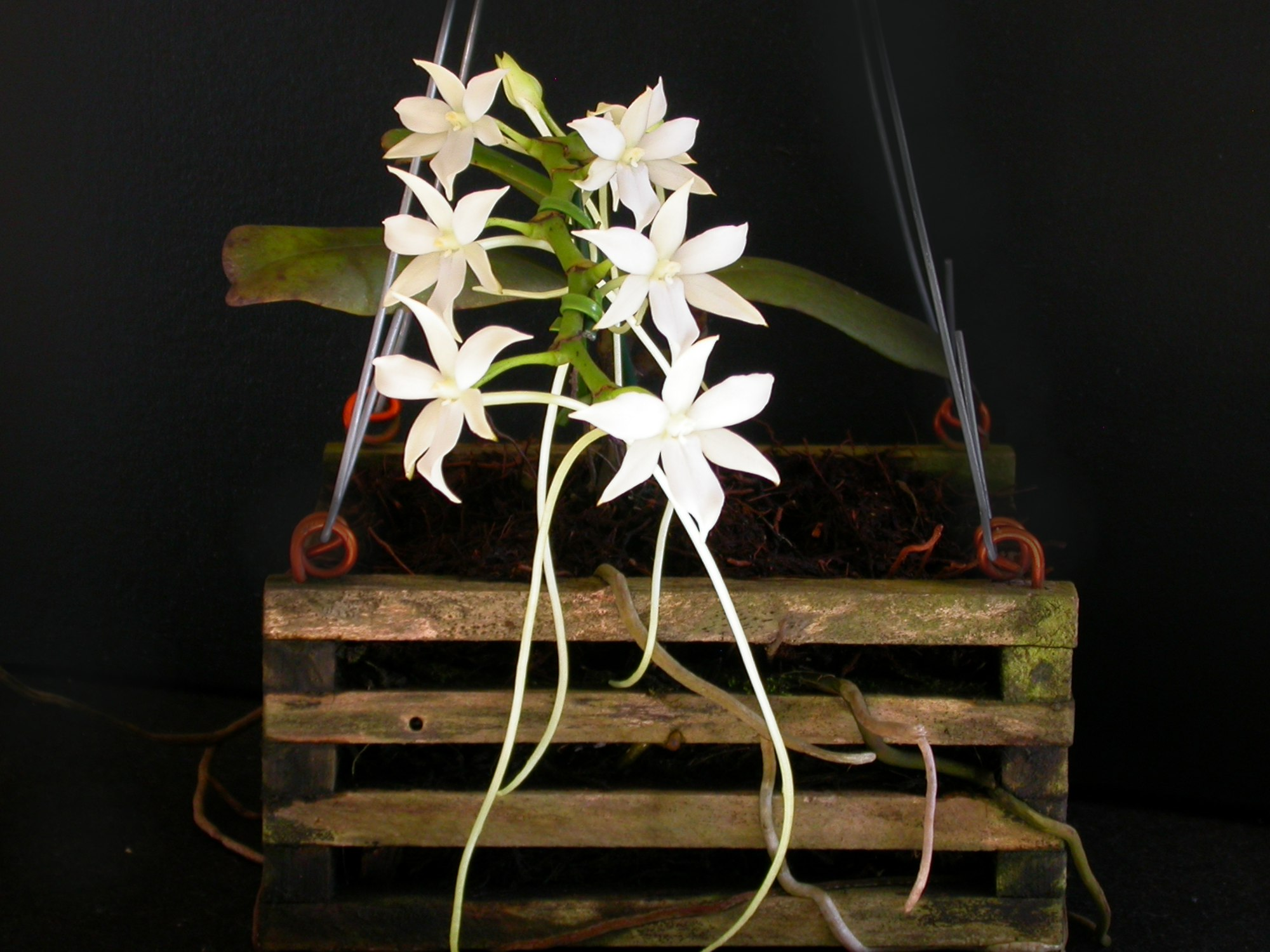

## Dottertaxa tillAerangis, i alfabetisk ordning[1]
- Aerangis alcicornis
- Aerangis appendiculata
- Aerangis arachnopus
- Aerangis articulata
- Aerangis biloba
- Aerangis bouarensis
- Aerangis brachycarpa
- Aerangis calantha
- Aerangis carnea
- Aerangis chirioana
- Aerangis citrata
- Aerangis collum-cygni
- Aerangis concavipetala
- Aerangis confusa
- Aerangis coriacea
- Aerangis cryptodon
- Aerangis decaryana
- Aerangis distincta
- Aerangis ellisii
- Aerangis fastuosa
- Aerangis flexuosa
- Aerangis fuscata
- Aerangis gracillima
- Aerangis gravenreuthii
- Aerangis hologlottis
- Aerangis hyaloides
- Aerangis jacksonii
- Aerangis kirkii
- Aerangis kotschyana
- Aerangis luteoalba
- Aerangis macrocentra
- Aerangis maireae
- Aerangis megaphylla
- Aerangis modesta
- Aerangis monantha
- Aerangis montana
- Aerangis mooreana
- Aerangis mystacidii
- Aerangis oligantha
- Aerangis pallidiflora
- Aerangis primulina
- Aerangis pulchella
- Aerangis punctata
- Aerangis rostellaris
- Aerangis seegeri
- Aerangis somalensis
- Aerangis spiculata
- Aerangis splendida
- Aerangis stelligera
- Aerangis stylosa
- Aerangis thomsonii
- Aerangis ugandensis
- Aerangis verdickii